# Alphonse Karr
Jean-Baptiste Alphonse Karr, född 24 november 1808 i Paris, död 29 september 1890, var en fransk författare.
Karr framträdde 1832, vid en tidpunkt då romantiken stod i fullt flor med romanen Sous les tilleuls, som genast väckte uppseende för sin naturfriskhet och sin behagfullt uddiga stil. Den följdes fram till mitten av 1850-talet av ett dussin romaner och novellsamlingar, bland vilka de mest kända är Voyage autour de mon jardin (1845), Fort en théme (1852) och Les soirées de Sainte-Adresse (1859), av vilka den sistnämnda tar psykopatiska problem till utgångspunkt för handlingen. År 1839 inträdde Karr som redaktör för tidningen "Le Figaro" och började samtidigt utgivningen av sin egen månadstidskrift, Les guêpes, som i ett 10-tal år frimodigt satte julimonarkins gestalter och samhällsförhållanden i kritisk belysning. Efter statskuppen 1852 drog sig Karr tillbaka, bosatte sig i Nice och lät nu, frånsett ett par av de ovannämnda novellerna, endast höra av sig genom naturbeskrivande handböcker och på 1870-talet ett par utfall mot tredje republiken och katolska kyrkan.